# Суперкубок Англії з футболу 1948
Суперкубок Англії з футболу 1948 — 26-й розіграш турніру. Матч відбувся 6 жовтня 1948 року між чемпіоном Англії «Арсенал» та володарем кубка країни «Манчестер Юнайтед».
| Володарі Суперкубка Англії 1948 |
| ------------------------------- |
|                                 |
| «Арсенал» Шостий титул          |

## Учасники
| Клуб                | Участей | Роки (жирним виділено перемоги)          |
| ------------------- | ------- | ---------------------------------------- |
| «Арсенал»           | 7       | 1930, 1931, 1933, 1934, 1935, 1936, 1938 |
| «Манчестер Юнайтед» | 2       | 1908, 1911                               |

## Матч

### Деталі
| 6 жовтня 1948 |

| «Арсенал»       | 4–3      | «Манчестер Юнайтед»     |
| --------------- | -------- | ----------------------- |
| Джонс Льюїс Рук | Протокол | Роулі Берк Сміт .' (аг) |

| Хайбері, Лондон Глядачів: 31 000 |

|  |  |

| В                |  | Джордж Свіндін |
| З                |  | Воллі Барнс    |
| З                |  | Ліонел Сміт    |
| ПЗ               |  | Арчі Маколей   |
| ПЗ               |  | Леслі Комптон  |
| ПЗ               |  | Джо Мерсер (к) |
| Н                |  | Дональд Ропер  |
| Н                |  | Джиммі Лоугі   |
| Н                |  | Рег Льюїс      |
| Н                |  | Ронні Рук      |
| Н                |  | Брин Джонс     |
| Головний тренер: |  |                |
| Том Віттейкер    |  |                |

| В                |  | Джек Кромптон  |
| З                |  | Джекі Кері (к) |
| З                |  | Джон Астон     |
| ПЗ               |  | Джон Андерсон  |
| ПЗ               |  | Алленбі Чилтон |
| ПЗ               |  | Джек Варнер    |
| Н                |  | Джиммі Ділейні |
| Н                |  | Джонні Морріс  |
| Н                |  | Ронні Берк     |
| Н                |  | Джек Роулі     |
| Н                |  | Чарлі Міттен   |
| Головний тренер: |  |                |
| Метт Басбі       |  |                |